# Sanford Garelik
Sanford Daniel Garelik (geboren am 16. August 1918 in Bronx, New York City, New York; gestorben am 19. November 2011 in Manhattan, New York City, New York) war ein amerikanischer Politiker. Garelik diente auch als erster jüdischer Chefinspektor der New Yorker Polizeibehörde.
Garelik wurde in der Bronx geboren, war Mitglied des New Yorker Stadtrats und von 1970 bis 1973 Präsident des Rates. 1973 kandidierte er erfolglos für das Amt des Bürgermeisters von New York City.
Garelik starb am 19. November 2011 im Alter von 93 Jahren in Manhattan.